# 324 Bamberga
A 324 Bamberga egy 330 kilométer átmérőjű, C típusú színképű kisbolygó, amely a fő kisbolygóövben 2,683 CsE félnagytengelyű pályán kering a Nap körül. 1892. február 25-én fedezte föl Johann Palisa német csillagász Bécsben. Oppozíció idején a fényessége a 8 magnitúdót is elérheti. Abban a sorozatban, ahol az első tíz legfényesebb kisbolygó szerepel, a következő kisbolygókat találjuk: 4 Vesta, 2 Pallas, 1 Ceres, 7 Iris, 6 Hebe, 3 Juno, 18 Melpomene, 15 Eunomia és 8 Flora.